# Васютин, Степан Иванович
Степан Иванович Васютин (27 декабря 1897 — 7 апреля 1982) — передовик советского сельского хозяйства, председатель колхоза «Красный партизан» Новосибирского района Новосибирской области, Герой Социалистического Труда (1949).

## Биография
Родился в 1897 году в деревне Коростово Курской губернии, ныне село Приосколье Белгородской области в русской семье крестьянина. В годы проведения Столыпинской реформы вся семья переехала в Сибирь, в деревню Старошмаково, ныне Тальменский район Алтайского края.
В 1916 году мобилизован в Царскую армию, участник Первой мировой войне в составе артиллерийской дивизии. Демобилизован в 1918 году. В 1919 году вновь призван в Колчаковскую армию, дезертировал. В начале ноября 1919 года был пойман и арестован, направлен в штрафную роту в Новониколаевске. После прихода Советской власти в город был освобождён и вернулся в Старошмаково.
С 1924 по 1928 годы работал председателем Старошмаковского сельского Совета. С 1929 по 1930 годы — заведующий райздравотделом Тальменского района, а с 1930 по 1931 годы — председатель коммуны «Новое дело» (Старошмаково). С 1931 по 1933 годы трудился в должности председателя райрыбколхозсоюза и ответственного исполнителя по хлебозаготовкам в Тальменском Межрайживхлебсоюзе. С 1933 по 1934 годы работал председателем сельсовета села Загайново (ныне — Тальменский район Алтайского края), с 1934 по 1941 годы — «рабочий племхоза № 655» (Новосибирский район).
С 1941 года и до выхода на заслуженный отдых работал в Новосибирском районе. С 1941 по 1943 годы был председателем колхоза «Борьба» (Ново-Луговской сельсовет), с 1943 по 1950-е — председатель колхоза «Красный партизан» (Нижне-Чемской сельсовет), затем трудился на разных должностях в колхозе имени Маленкова (с. Ленинское). В 1946 году колхоз «Красный партизан» под руководством Степана Васютина занял одно из первых мест по сдаче хлеба государству в Новосибирской области.
Указом Президиума Верховного Совета СССР от 20 марта 1949 года Степану Ивановичу Васютину было присвоено звание Героя Социалистического Труда с вручением ордена Ленина и золотой медали «Серп и Молот».
Член ВКП(б)/КПСС с 1927 года. Избирался депутатом Новосибирского районного Совета депутатов, был членом Новосибирского районного комитета КПСС.
Последние годы проживал в Новосибирске. Умер 7 апреля 1982 года. Похоронен в селе Ленинское Новосибирского района.

## Награды
За трудовые успехи удостоен:
- золотая звезда «Серп и Молот» (20.03.1949),
- орден Ленина (20.03.1949),
- Орден Трудового Красного Знамени II степени (1947),
- другие медали.